# Pontiac Vibe
Pontiac Vibe je kompaktní automobil, který byl prodáván značkou Pontiac od roku 2002 do roku 2010 ve dvou generacích. Vůz vyvíjeli společně General Motors a Toyota, která vyráběla mechanicky podobnou Toyotu Matrix - oba vozy mají základy v Toyotě Corolla. Vibe se vyráběl ve společné továrně NUMMI ve městě Fremont, Kalifornie.
V letech 2002 až 2004 se Vibe prodával pod označením Toyota Voltz i v Japonsku. Zde však nebyl populární a z trhu zmizel po pouhých dvou letech.
Výroba Vibe skončila v roce 2009 společně s ukončením fungování značky Pontiac a zavřením facility NUMMI, kde se vůz vyráběl.

## První generace (2003–2008)
Vibe v modelových letech 2003 až 2006 byl dostupný ve třech výbavách – základní, střední s pohonem všech kol a výkonnější sportovní výbava GT. 

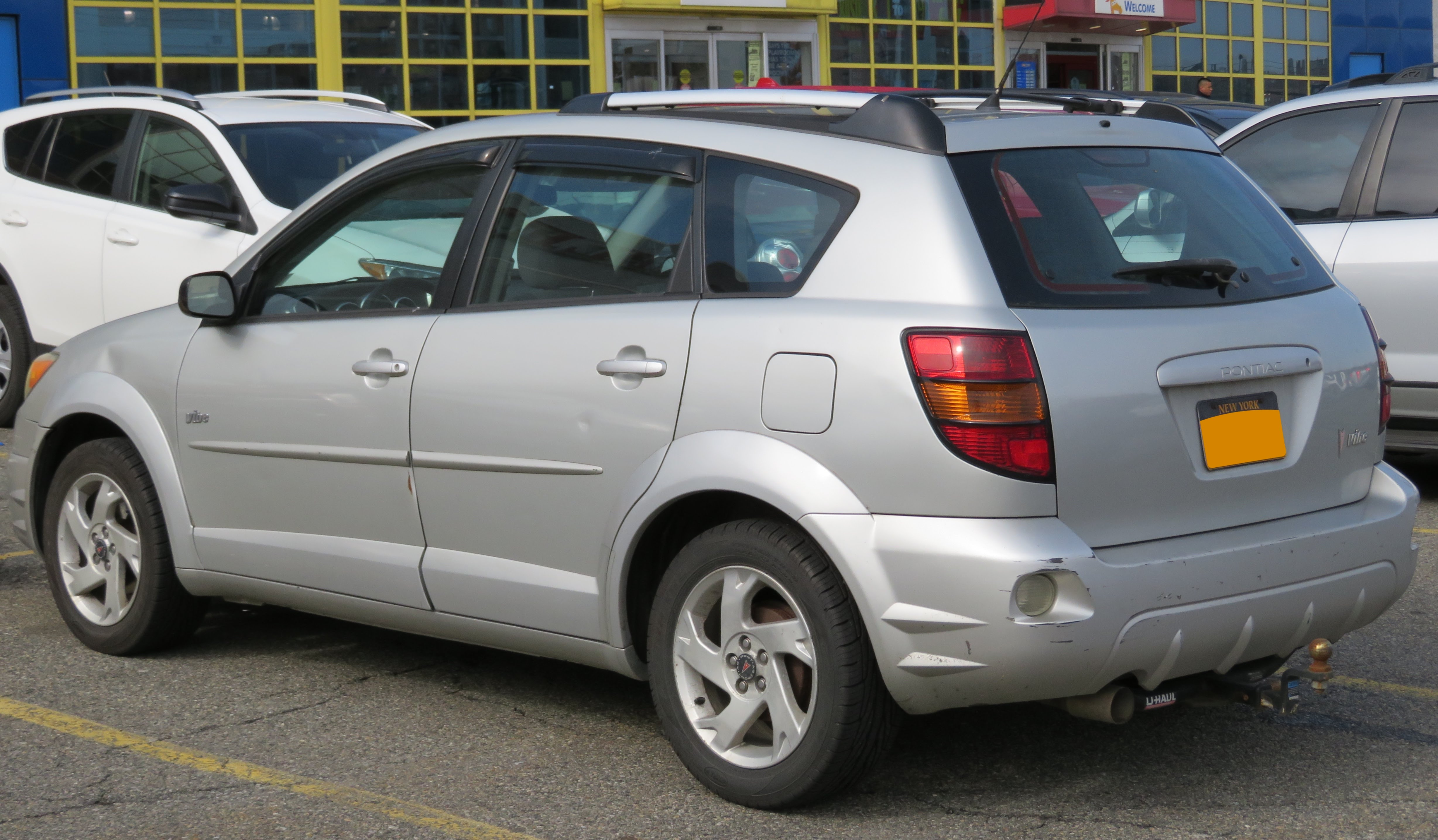
Pontiac Vibe před faceliftem

Do Vibe se montovaly montovaly tři motory: 1,8 litrový motor s 126 koňmi (94 kW), jeho slabší varianta (montována do vozů s pohonem všech čtyř kol a s automatickou převodovkou) s 118 koňmi a nejsilnější VVTL-i s 164 koňmi (122 kW) a manuální převodovkou. Vibe byl při svém uvedení na trh nejvíce úsporným vozidlem koncernu GM.

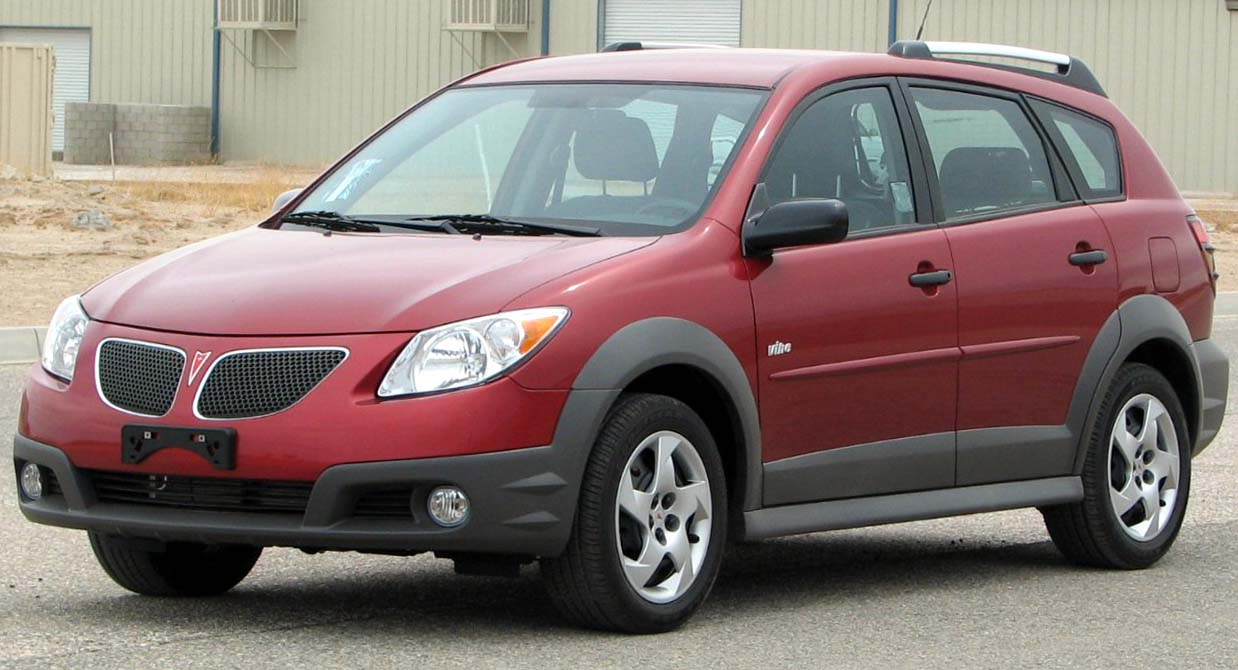
2007 Pontiac Vibe

Roku 2005 se Vibe dočkal faceliftu. Ve snaze přiblížit vůz ke zbytku flotily Pontiac byla modernizována přední maska po vzoru vozu Pontiac Solstice.

## Druhá generace (2009-2010)
Vibe, společně s Matrixem, byl pro modelový rok 2009 přepracován do druhé generace. Poprvé byl představen v prosinci 2007 na Los Angeles Auto Show. "Nový design je sportovní, ale praktický," řekl Ron Aselton, hlavní designér. "Čisté linie, minimální převisy a koly natlačená na rohy dodávají vozu svalnatý postoj." Výbavy zůstaly stejné jako při první generaci – základní, střední s pohonem čtyř kol a sportovní GT. Nabízené motory byly dva nové motory, 2,4 litrový Toyota 2AZ-FE a 1,8 litrový 2ZR-FE, s 132 a 158 koňmi.Nový Vibe byl posledním novým modelem značky Pontiac než došlo k jejímu zániku.
První dodávky vozů do prodejen dorazily už v dubnu 2008. Vůz byl poměrně úspěšný a prodeje dosahovaly pozitivních čísel.

## Ukončení výroby
Dne 27. dubna 2009 GM oznámil ukončení produkce modelu Vibe, stejně jako všech ostatních modelů Pontiac, nejpozději do konce roku 2010. Poslední Vibe opustil montážní linku 17. srpna 2009.
Vůz se v USA nedočkal přímého nástupce, až v roce 2016 GM přes Chevrolet představil hatchback verzi vozu Chevrolet Cruze.